# Міжнародний ботанічний конгрес
Міжнародний ботанічний конгрес (МБК) (англ. International Botanical Congress) - міжнародна зустріч вчених, що займаються різними напрямками ботанічних досліджень.
На МБК обговорюються найважливіші результати, отримані в різних областях біології рослин, підбиваються підсумки та визначаються перспективні напрямки досліджень. Крім того, однією з найважливіших функцій МБК є внесення змін доповнень у Міжнародний кодекс номенклатури водоростей, грибів та рослин.

## Історія
Прообразом сучасних МБК були Міжнародні конгреси з садівництва та ботаніки, які неодноразово проводились у XIX столітті. Перший МБК відбувся у 1864 році у Брюсселі, у зв'язку з проведенням міжнародної садівничої виставки. На другому щорічному конгресі (відбувся і Амстердамі), Карл Кох виступив з пропозицією стандартизувати ботанічну номенклатуру, а третій з'їзд (відбувся у Лондоні) вирішив, що це питання буде розглядатися на наступному з'їзді.
Четвертий з'їзд, головною метою якого було створення законів ботанічної номенклатури, був організований Французьким ботанічним товариством, відбувся у Парижі в серпні 1867 року. Прийняті закони були засновані на тих, які підготував Альфонс Декандоль. Проводились регулярні міжнародні ботанічні та (або) садові з'їзди, але не було зроблено жодних змін у номенклатурі аж до зустрічі у 1892 році у Генуї, на якому були зроблені невеликі зміни у номенклатурі. Наступні засідання приведені у таблиці нижче. У колонці «Кодекс» вказано, чи був прийнятий номенклатурний кодекс.
| [ 4 ] [ 5 ] | Рік  | Місто     | Країна          | Кодекс | Основні події |
| ----------- | ---- | --------- | --------------- | ------ | --- |
| I           | 1900 | Париж     | Франція         |        | Рішення по номенклатурі відкладено. |
| II          | 1905 | Відень    | Австрія         | Так    | Вперше об'єднано Правила номенклатури; французька мова стала офіційною мовою конгресу; вимога опису рослин латинською мовою від 1908 (не застосовується); завершення дії «Правила К'ю». |
| III         | 1910 | Брюссель  | Бельгія         | Так    | Встановлено окремі вихідні дані номенклатури грибів. |
| IV          | 1926 | Ітака     | США             |        | Рішення по номенклатурі відкладено. |
| V           | 1930 | Кембридж  | Велика Британія | Так    | Запроваджено метод номенклатурного типу; вимога опису латинською відкладається до 1932; прийнято «Абсолютне правило омоніма». Кембриджський кодекс не був опублікований до 1935 року. Цей кодекс був прийнятий прихильниками попереднього «американського кодексу», закінчуючи період розколу. |
| VI          | 1935 | Амстердам | Нідерланди      |        | Англійська мова стала офіційною мовою Конгресу, замінивши французьку. Не був опублікований жодний офіційний кодекс. |
| VII         | 1950 | Стокгольм | Швеція          | Так    | Прийнято перший Міжнародний кодекс номенклатури культурних рослин; рішення про проведення майбутніх конгресів раз на п'ять років (за винятком чотирьох років для наступного). |
| VIII        | 1954 | Париж     | Франція         | Так    | |
| IX          | 1959 | Монреаль  | Канада          | Так    | |
| X           | 1964 | Единбург  | Велика Британія | Так    | Жодних серйозних змін у кодексі. |
| XI          | 1969 | Сієтл     | США             | Так    | Заснована «Міжнародна асоціація бріологів». |
| XII         | 1975 | Ленінград | СРСР            | Так    | Офіційні версії кодексу англійською, французькою та німецькою мовами (англійська версія має пріоритет у випадку невідповідності); відмова від видових назв допускається у декількох особливих випадках.                                                                                        |
| XIII        | 1981 | Сідней    | Австралія       | Так    | |
| XIV         | 1987 | Берлін    | Німеччина       | Так    | Офіційна версія кодексу тільки англійською мовою (британською); пізніше перекладено французькою, німецькою та японською мовами. |
| XV          | 1993 | Токіо     | Японія          | Так    | Обширна перестановка кодексу номенклатури; офіційна версія кодексу тільки англійською мовою (британською); пізніше перекладено китайською, французькою, німецькою, італійською, японською, російською та словацькою мовами.                                                                    |
| XVI         | 1999 | Сент-Луїс | США             | Так    | |
| XVII        | 2005 | Відень    | Австрія         | Так    | Додано глосарій до номенклатурного кодексу. |
| XVIII       | 2011 | Мельбурн  | Австралія       | Так    | Змінено правила публікації інформації про нові таксони: визнана припустимою електронна публікація, а опис нового таксона може бути зроблений також англійською мовою (правила вступили в дію 1 січня 2012 року).                                                                               |
| XIX         | 2017 | Шеньчжень | КНР             |        | Прийнята Шеньчженська декларація з ботаніки |

Останнім часом МБК проводиться кожні шість років. Останні три конгреси відбулися в Відні (Австрія, з 17 по 23 липня 2005 року, XVII МБК), Мельбурні (Австралія, з 23 по 30 липня 2011 року, XVIII МБК) та Шеньчжені (Китай з 23 до 29 липня 2017, XIX МБК).
Планується, що XX Міжнародний ботанічний конгрес пройде 2023 року в місті Ріо-де-Жанейро (Бразилія).

## Зміна кодексу ботанічної номенклатури
Міжнародний кодекс ботанічної номенклатури - звід правил, що регламентує створення та застосування наукових назв водоростей, грибів та рослин - може бути змінений тільки рішенням пленарної сесії Міжнародного ботанічного конгресу, прийнятим на підставі резолюції номенклатурних секцій конгресу.
Постійні комітети по номенклатурі обираються конгресом та засновуються під егідою Міжнародної асоціації таксономії рослин. У їх функцію входить розгляд питань, що стосуються ботанічної номенклатури. У функції Редакційного комітету входить підготовка та публікація кодексу відповідно до прийнятих конгресом рішень. Пропозиції щодо зміни кодексу повинні бути представлені на розгляд номенклатурних секцій конгресу та прийматися відповідно до встановленої процедури.
На XVIII МБК в Мельбурні було прийнято нову назву міжнародного кодексу - Міжнародний кодекс номенклатури водоростей, грибів та рослин (International Code of Nomenclature of algae, fungi, and plants) («Міжнародний кодекс номенклатури водоростей, грибів та рослин»).